# Zodiak chiński

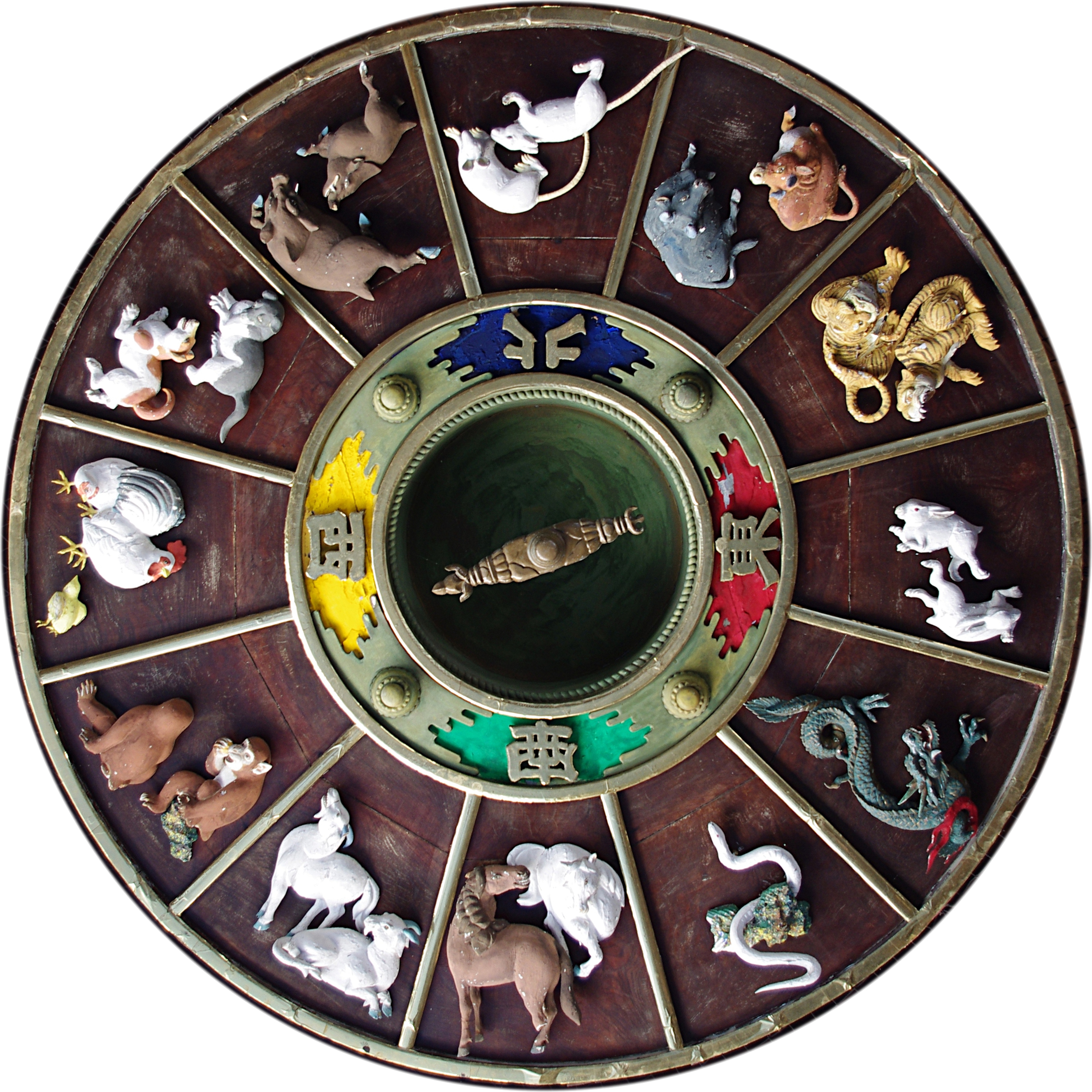
Rzeźby ze znakami chińskiego zodiaku

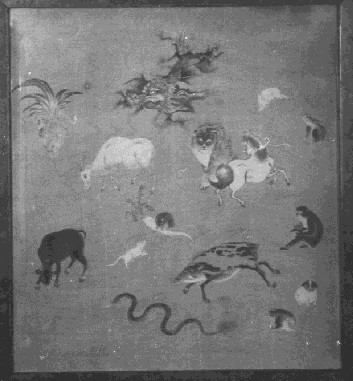
Japonia, 1 poł. XIX wieku, autor nieznany. Muzeum Azji i Pacyfiku w Warszawie

Zodiak chiński, podobnie jak zodiak europejski, składa się z 12 znaków. Jednak w przeciwieństwie do zachodniego, cały cykl dzieli się nie tylko na miesiące, ale także 12 lat oraz 12 podwójnych godzin doby. Co więcej, lata również są notowane w cyklu dwunastostopniowym w oparciu o ruch Jowisza. Do oznaczania poszczególnych części cyklu używa się ziemskich gałęzi.
Dodatkowo wyróżniane jest 5 żywiołów. W wyniku tego cykl zodiaku wraz z żywiołami trwa 60 lat. Znakom zodiaku chińskiego patronują zwierzęta, których cechy charakterystyczne – według tradycji – dominują u ludzi urodzonych pod danym znakiem. Początek roku chińskiego jest ruchomy, i najczęściej wypada w lutym. 
Poza Chinami ogranicza się chiński horoskop tylko do roku, ale według chińskich astrologów, zarówno miesiąc jak i dzień urodzenia mogą mieć wpływ na charakter danej osoby.

## Tło
Antyczni chińscy astrologowie używali nazw żywiołów w odniesieniu do 5 głównych planet (lista przedstawia kolejność żywiołów, a nie planet wobec Słońca), z którymi je łączono:
- Wenus – metal (złoto)
- Jowisz – drewno
- Merkury – woda
- Mars – ogień
- Saturn – ziemia

W niektórych źródłach drewno jest umieszczone przed metalem.
Zgodnie z astrologią chińską, przeznaczenie człowieka jest ustalane przez pozycję głównych planet, razem z pozycją Słońca, Księżyca, komet oraz znaku zodiaku i czasu, w którym dana osoba się urodziła. System dwunastoletnich cykli zodiaku zwierzęcego został ustanowiony na podst. obserwacji Jowisza (Roczna Gwiazda; chin. 歳星, Suìxīng).

## Znaki zodiaku chińskiego
Dla osób urodzonych od 1 stycznia do 27 stycznia należy odjąć jeden rok. Dokładna granica zależy od konkretnego roku. Żywioły: M oznacza metal, W – wodę, D – drewno, O – ogień, Z – ziemię. Oprócz tego czasami uwzględnia się także żywioły Yin i Yang. Lata nieparzyste to Yin, parzyste to Yang.
|    | Znak           |       | Rok                                                                                     |       |
| -- | -------------- | ----- | --------------------------------------------------------------------------------------- | ----- |
| 1  | 鼠 Szczur      | -12 ← | M 1900; W 1912; D 1924; O 1936; Z 1948; M 1960; W 1972; D 1984; O 1996; Z 2008; M 2020; | → +12 |
| 2  | 牛 Bawół       | -12 ← | M 1901; W 1913; D 1925; O 1937; Z 1949; M 1961; W 1973; D 1985; O 1997; Z 2009; M 2021; | → +12 |
| 3  | 虎 Tygrys      | -12 ← | W 1902; D 1914; O 1926; Z 1938; M 1950; W 1962; D 1974; O 1986; Z 1998; M 2010; W 2022; | → +12 |
| 4  | 兔 Królik      | -12 ← | W 1903; D 1915; O 1927; Z 1939; M 1951; W 1963; D 1975; O 1987; Z 1999; M 2011; W 2023  | → +12 |
| 5  | 龍 Smok        | -12 ← | D 1904; O 1916; Z 1928; M 1940; W 1952; D 1964; O 1976; Z 1988; M 2000; W 2012; D 2024  | → +12 |
| 6  | 蛇 Wąż         | -12 ← | D 1905; O 1917; Z 1929; M 1941; W 1953; D 1965; O 1977; Z 1989; M 2001; W 2013; D 2025  | → +12 |
| 7  | 馬 Koń         | -12 ← | O 1906; Z 1918; M 1930; W 1942; D 1954; O 1966; Z 1978; M 1990; W 2002; D 2014; O 2026  | → +12 |
| 8  | 羊 Koza / Owca | -12 ← | O 1907; Z 1919; M 1931; W 1943; D 1955; O 1967; Z 1979; M 1991; W 2003; D 2015; O 2027  | → +12 |
| 9  | 猴 Małpa       | -12 ← | Z 1908; M 1920; W 1932; D 1944; O 1956; Z 1968; M 1980; W 1992; D 2004; O 2016          | → +12 |
| 10 | 雞 Kogut       | -12 ← | Z 1909; M 1921; W 1933; D 1945; O 1957; Z 1969; M 1981; W 1993; D 2005; O 2017          | → +12 |
| 11 | 狗 Pies        | -12 ← | M 1910; W 1922; D 1934; O 1946; Z 1958; M 1970; W 1982; D 1994; O 2006; Z 2018          | → +12 |
| 12 | 豬 Świnia      | -12 ← | M 1911; W 1923; D 1935; O 1947; Z 1959; M 1971; W 1983; D 1995; O 2007; Z 2019          | → +12 |